# Älvsjö industriområde

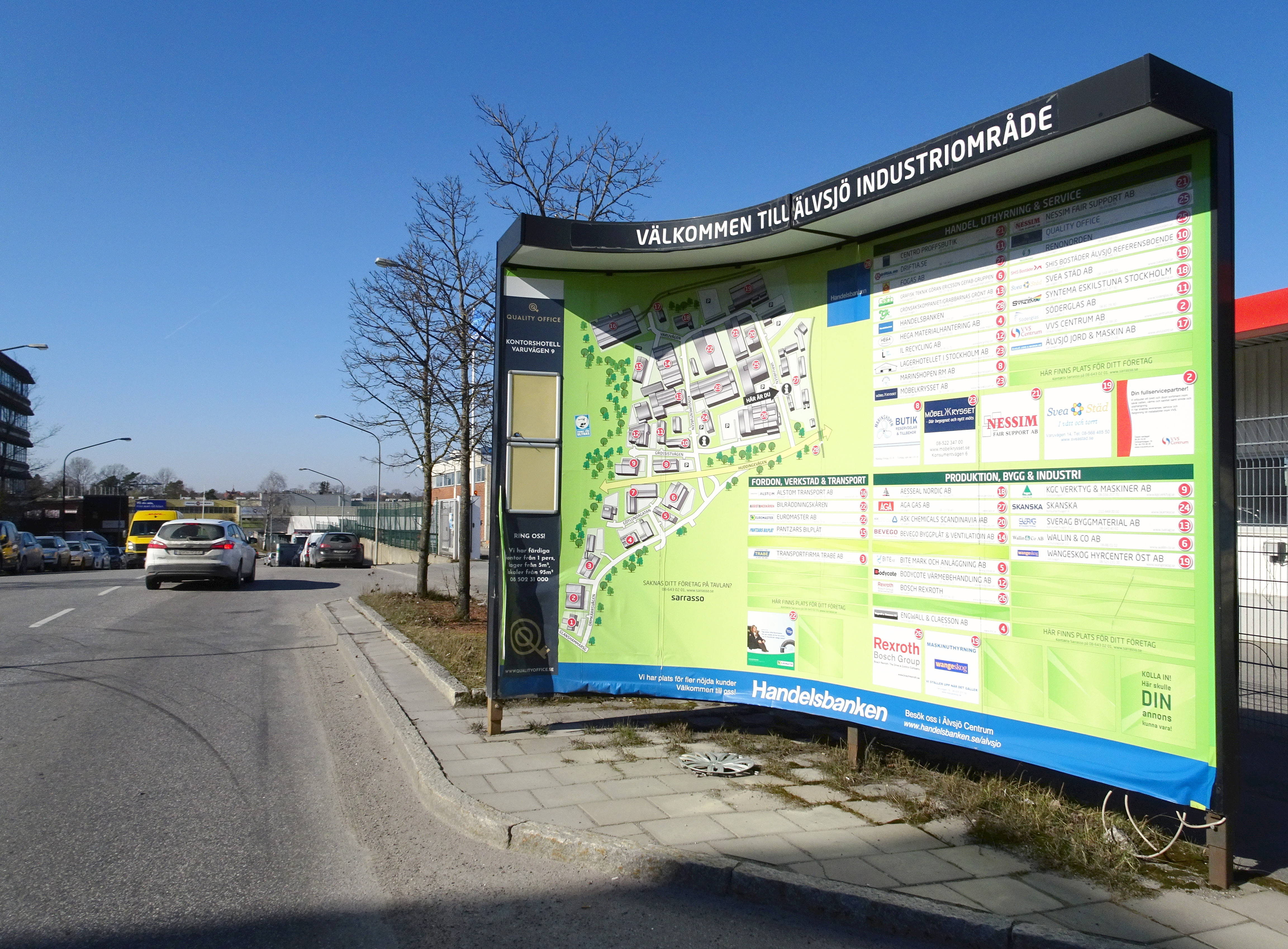
Infart till området från Varuvägen, 2020.

Älvsjö industriområde (även kallad Älvsjö Företagsområde) ligger i stadsdelen Älvsjö i Söderort i Stockholms kommun. Industriområdet stadsplanerades 1957 och omfattar cirka 13,5 hektar mark som är belägen sydväst om Stockholmsmässan i triangeln mellan Nynäsbanan och Västra stambanan. I sydost begränsas området av Huddingevägen och i sydväst av naturområdet Hagsätraskogen.

## Bakgrund
I början av 1950-talet beslöt Stockholms stad att börja planarbetet för ett nytt industriområde i Söderort, avsett för lätt industri samt kontor och beläget i stadsdelen Älvsjö. Stadsplanen (Pl. 5129 A) godkändes av Stockholms stadsfullmäktige 1957 och vann laga kraft samma år. Stadsplanen byggde på en äldre generalplan för Rågsved, Hagsätra och Älvsjö. Området var tidigare obebyggd mark tillhörande Älvsjö gård. Topografin växlade från lågt liggande ängsmark i den västliga delen till mer kuperad terräng i östra och norra delen.

### Historiska kartor

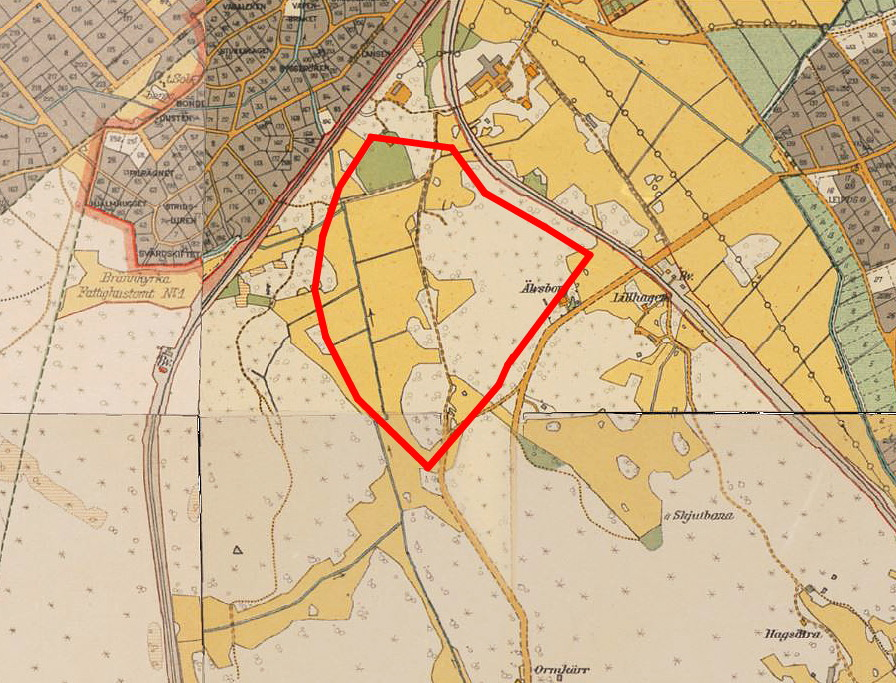
Området på 1920-talet.
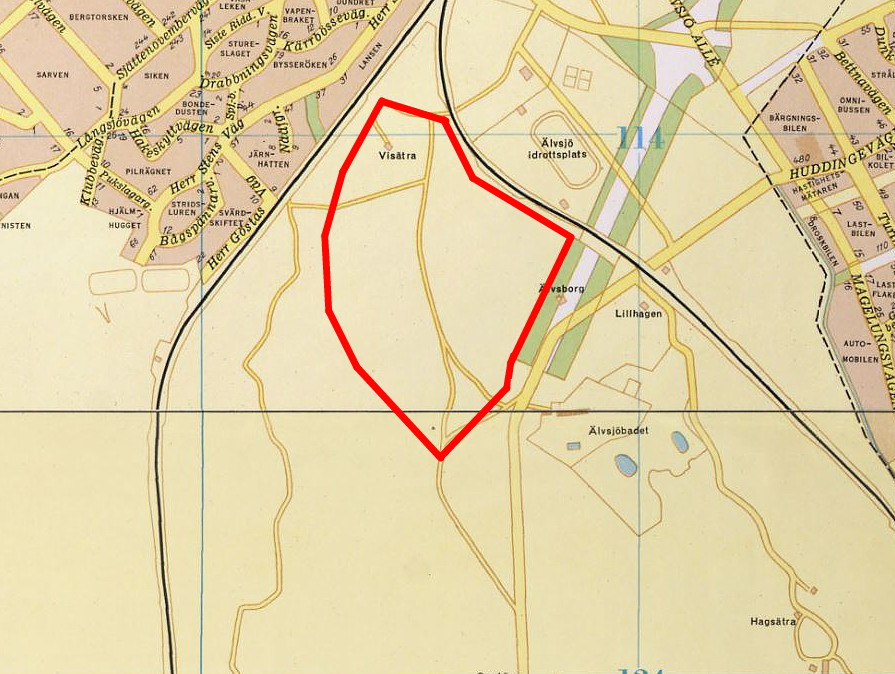
Området på 1950-talet.
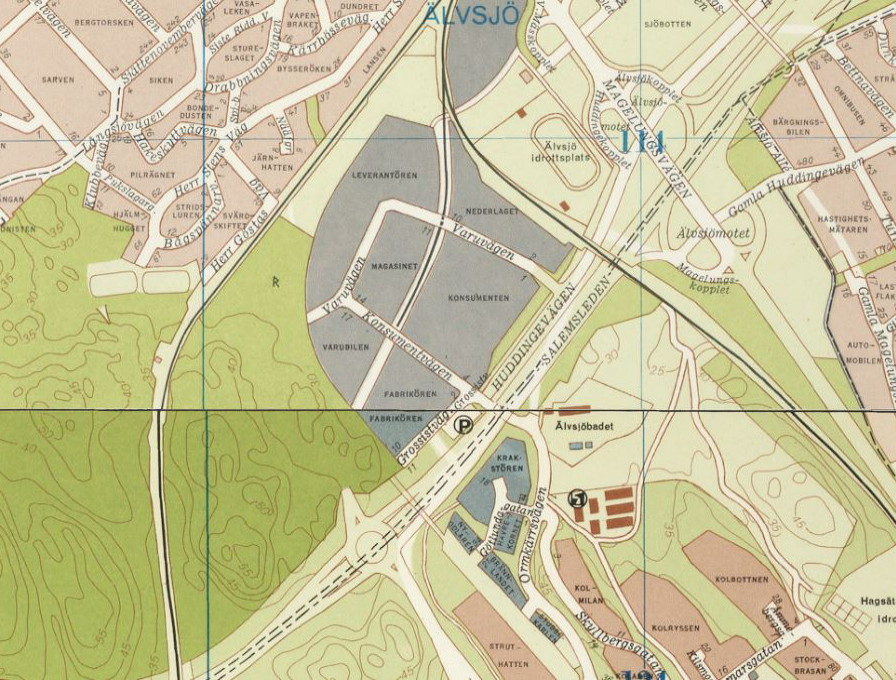
Området på 1970-talet.
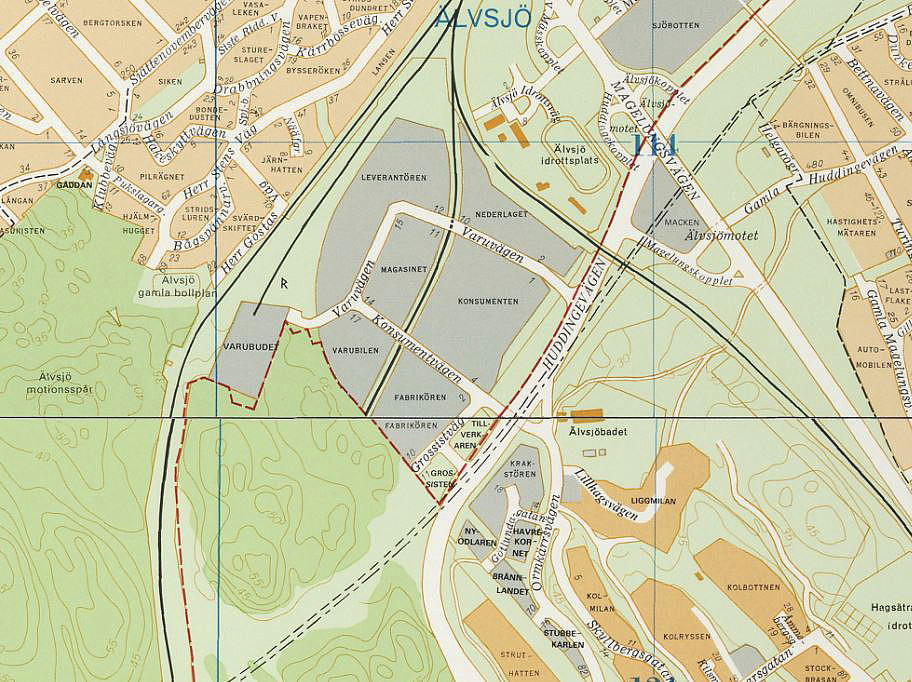
Området på 1990-talet.

## Planeringen

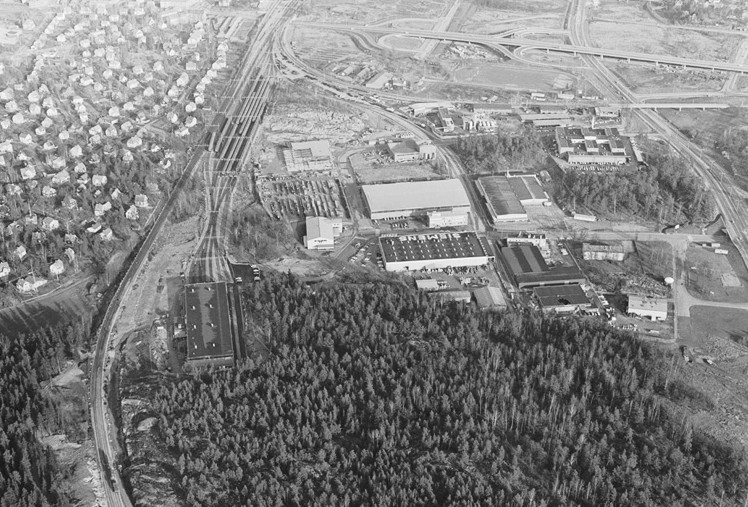
Älvsjö industriområde 1971.

Läget för Älvsjö industriområde var väl valt med närheten till Huddingevägen, som vid planläggningen av industriområdet, skulle förbindas söderut med Salemsleden (i stadsplanehandlingarna även kallad Brännkyrkaleden) och mot norr med Årstalänken. Leden kom dock aldrig till utförande. På Stockholmskartor från 1970-talet syns fortfarande den planerade leden med en större trafikplats strax söder om industriområdet, ungefär där Huddingevägen idag gör en tvär sväng mot sydost. 
Områdets centrala tomter fick även tillgång till ett industrispår som anslöts i norr till Nynäsbanan. De övriga industritomterna i väster kunde få spårförbindelse med det stora bangårdsområdet för SJ söder om Älvsjö station. Idag är järnvägsanslutningarna nedlagda, industrispåret finns kvar, dock inte i bruk. 
Genom området anlades en U-formad industrigata (dagens Varuvägen och Konsumentvägen) som matar sex industrikvarter: Leverantören, Nederlaget, Magasinet, Konsumenten, Fabrikören och Varubilen. Grossistvägen tillkom först 1987 på reservatsområdet för den då slopade Salemsleden, samtidigt ökades industriområdets areal med 3,5 hektar. På fastigheten Fabrikören 6 (Grossistvägen 4) medgav planen bygget av ett hotell (idag finns här Rainbow Stödboende).
Det fanns även planer på en tunnelbanestation som skulle ligga direkt söder om Älvsjö industriområde och var tänkt som en förlängning av Hagsätragrenen mellan dåvarande slutstationen Rågsved och en ny slutstation i Älvsjö. I Tunnelbaneplan för Stockholm 1965 var den sträckningen dock inte längre med.
På sydöstra sidan av Huddingevägen utökades industriområdet enligt stadsplanen Pl. 5148 A som fastställdes 1958. Den delen kom att kallas Hagsätra industriområde med ett tiotal fastigheter och kvartersnamn som Nyodlaren, Krakstören, Stubbekarlen och Brännlandet. Älvsjö tillsammans med Hagsätra industriområde kallas av Stocholmsstad Älvsjö Företagsområde.

## Bebyggelsen
I slutet av 1950-talet igångsattes den fysiska planeringen genom anläggandet av infrastrukturen. Därefter började de första företagen etablera sig i Älvsjös nya industriområde, bland dem Hemköp Stockholm som 1957-1958 uppförde sin distributionsanläggning på Konsumenten 2, verkstadskoncernen Westin & Backlund som byggde 1963-1964 på Magasinet 6 och Siemens som i mitten av 1960-talet byggde i fastigheten Varubilen 1. Deras firmanamn var målad i stora bokstäver på taket och syns på ett flygfotografi från 1971. Vid Varuvägen 9 på kvarteret Konsumenten 3 låg Ericssons  industrianläggning. Byggnaden ritades ursprungligen 1967 för AB Mekanprodukter av den vid tiden ofta anlitade industriarkitekten Karl G.H. Karlsson.
Älvsjö företagsområde omfattas av drygt 150 arbetsställen med 1 800 anställda. Bland större företag märks AGA Gas med ett tankställe för fordonsgas, Alstom Transport, Bosch Rexroth AB, Skanska och Mekonomen. De största fastighetsägarna är Pefab, Gillesvik, Sagax och Klövern.

### Nutida bilder

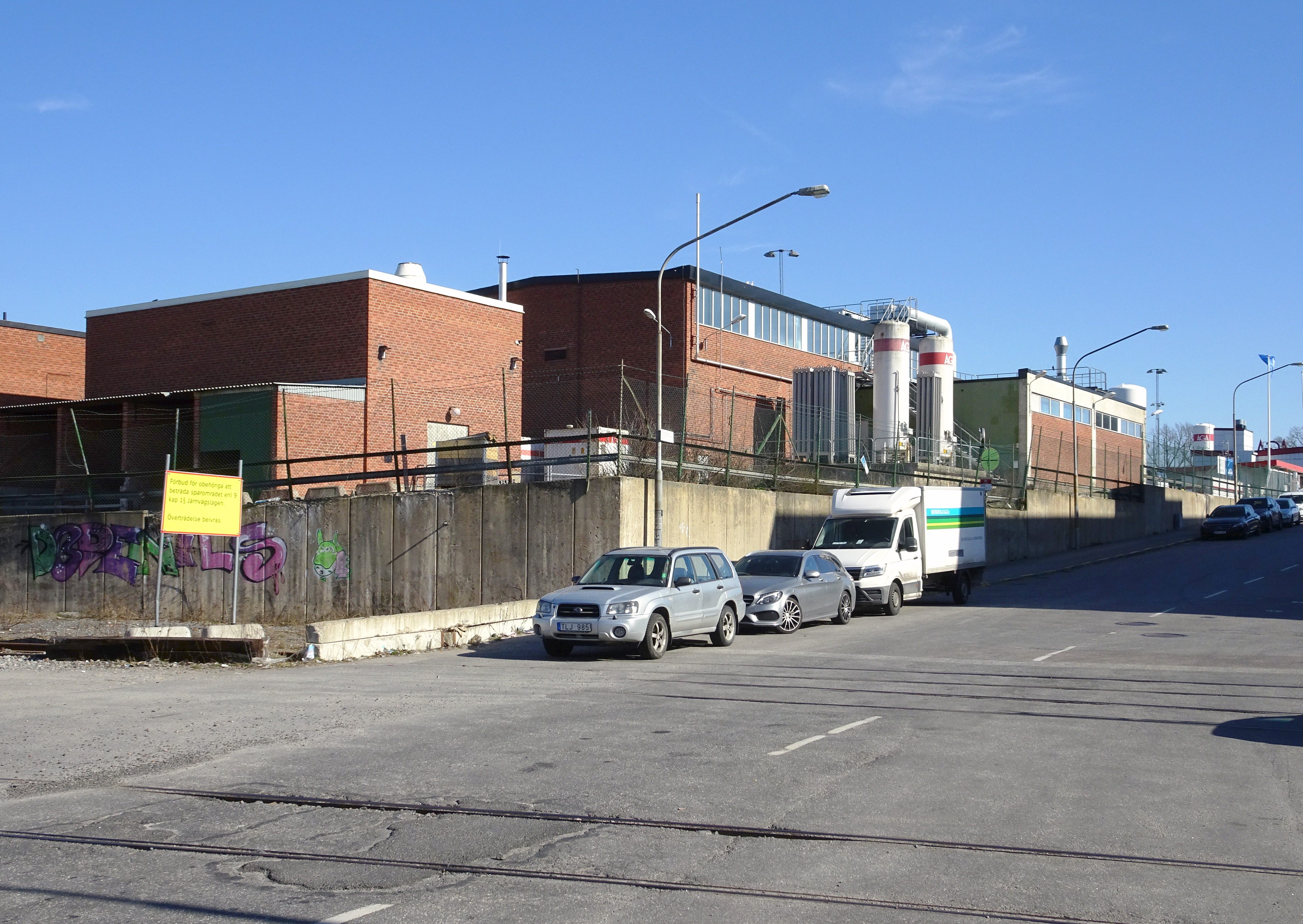
Varuvägen 2-10, AGA:s anläggning.
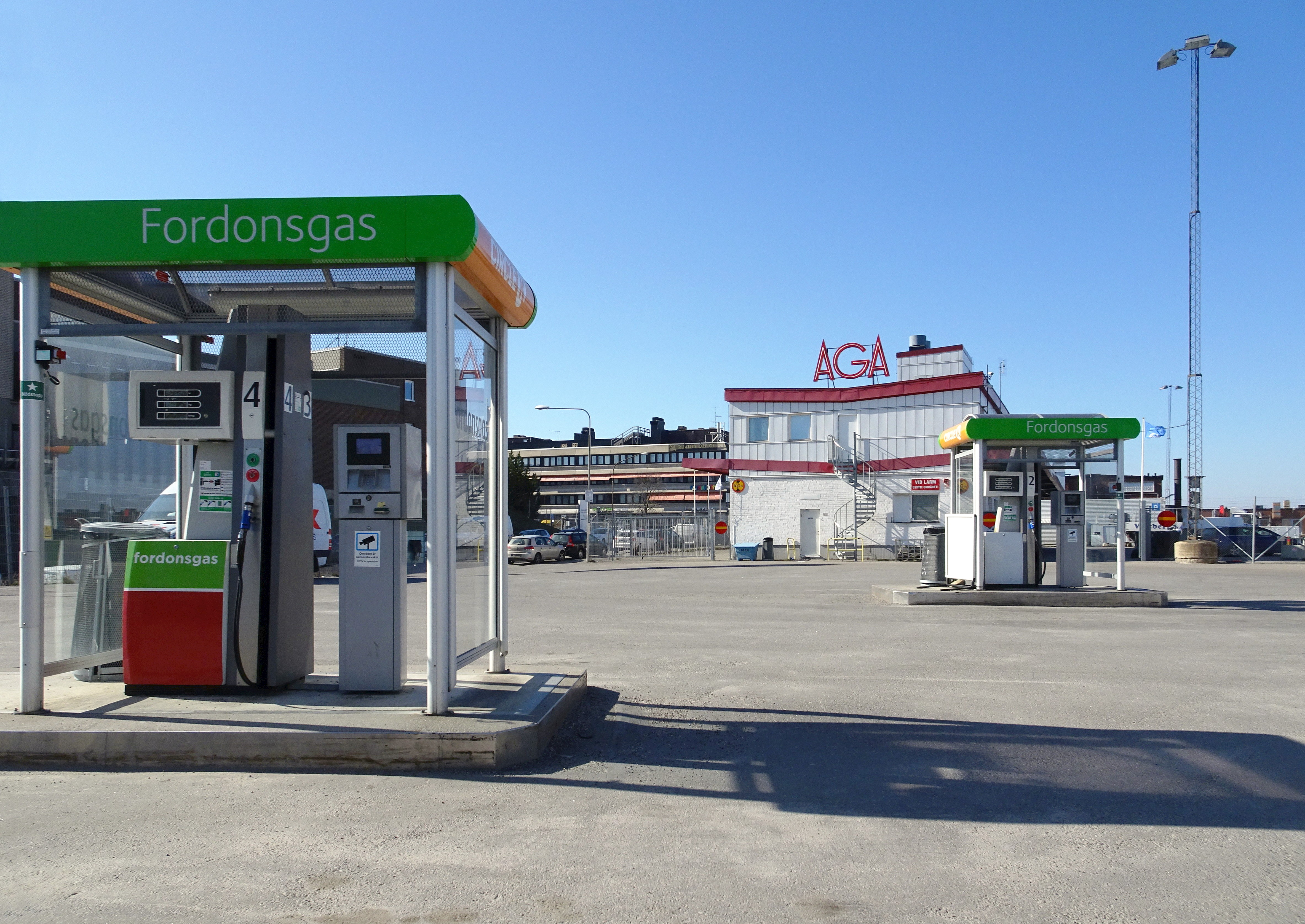
Varuvägen 2-10, AGA:s anläggning.
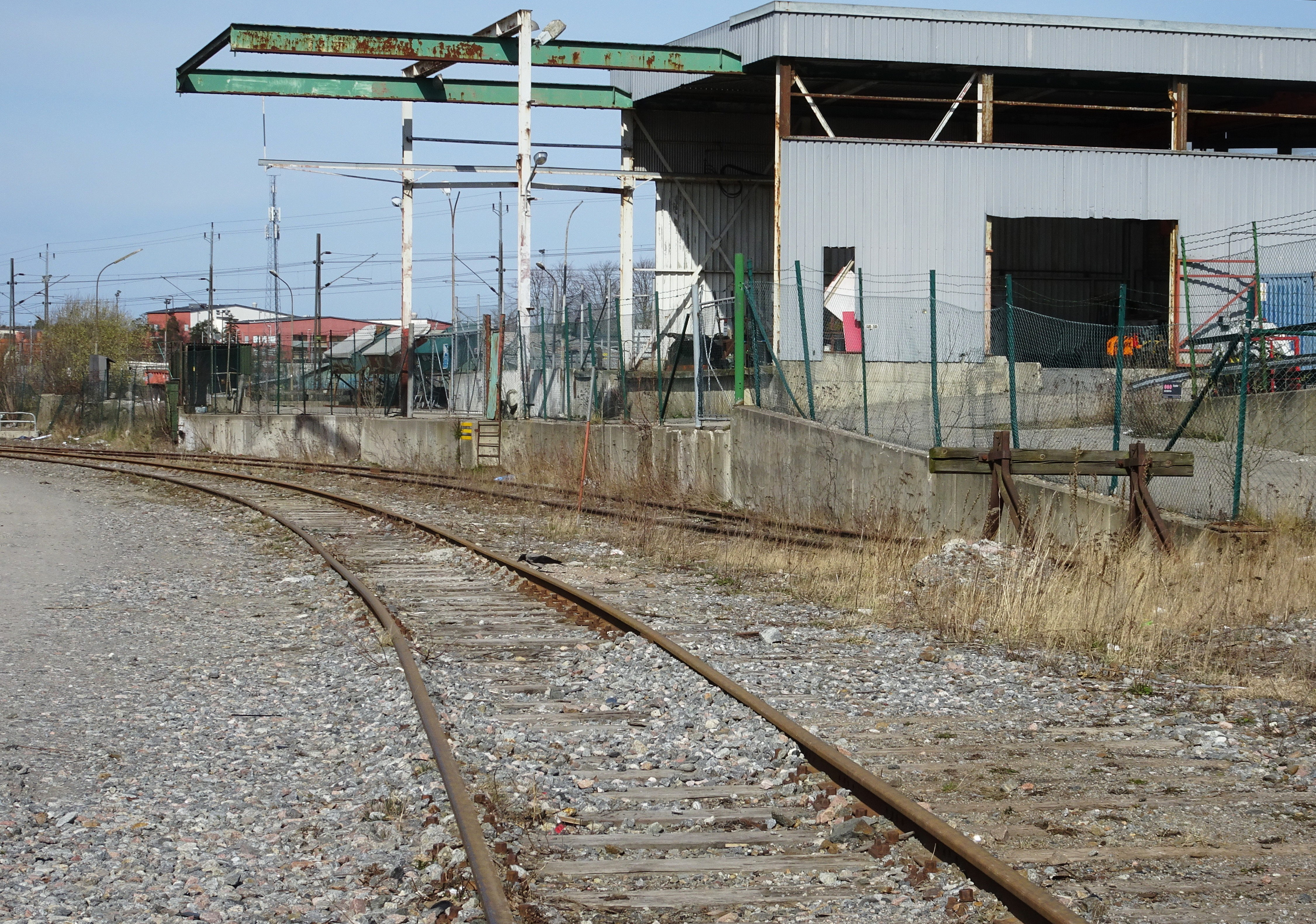
Varuvägen 10, gamla industrispåret norrut.
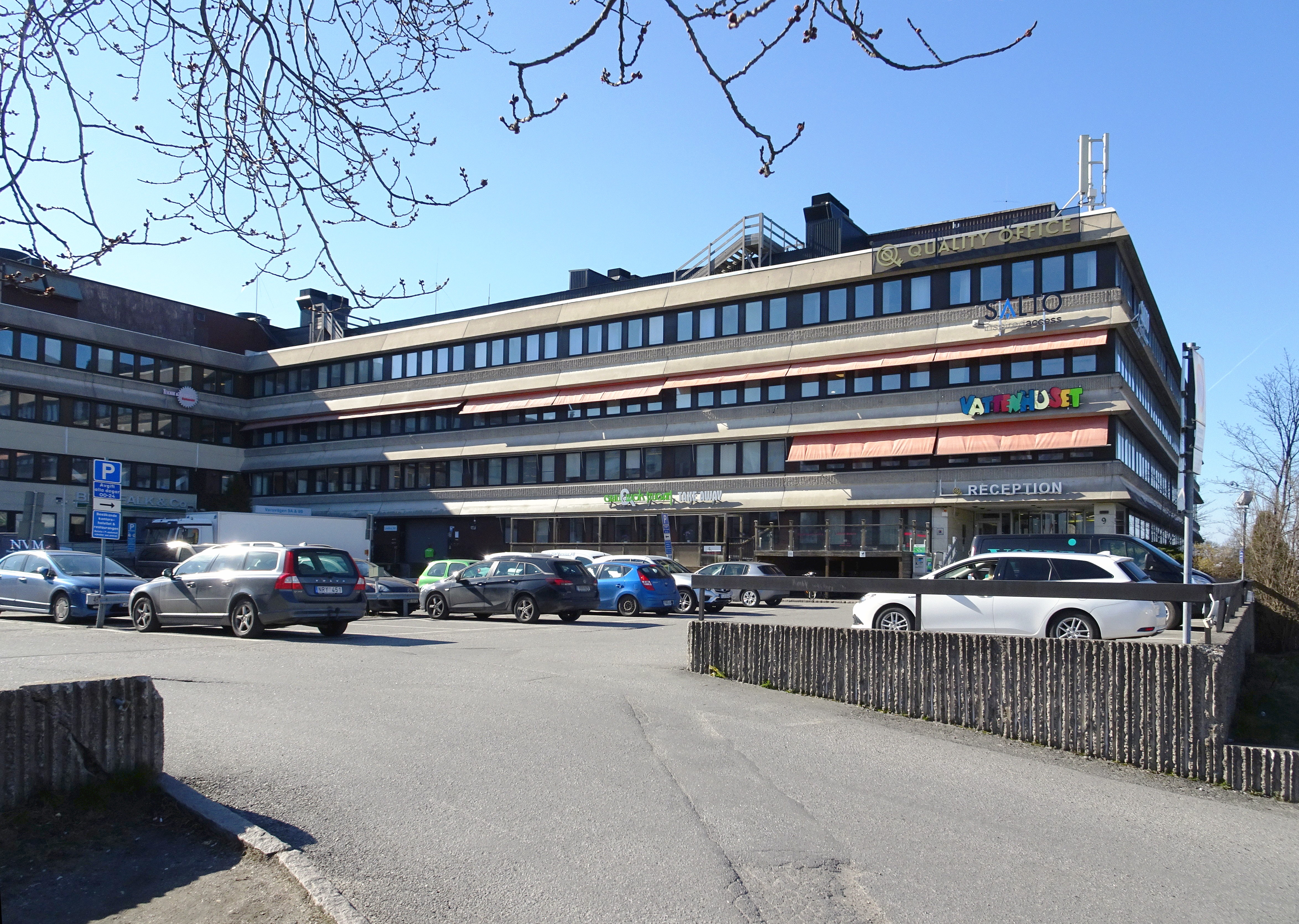
Varuvägen 9, Ericssons f.d. anläggning.

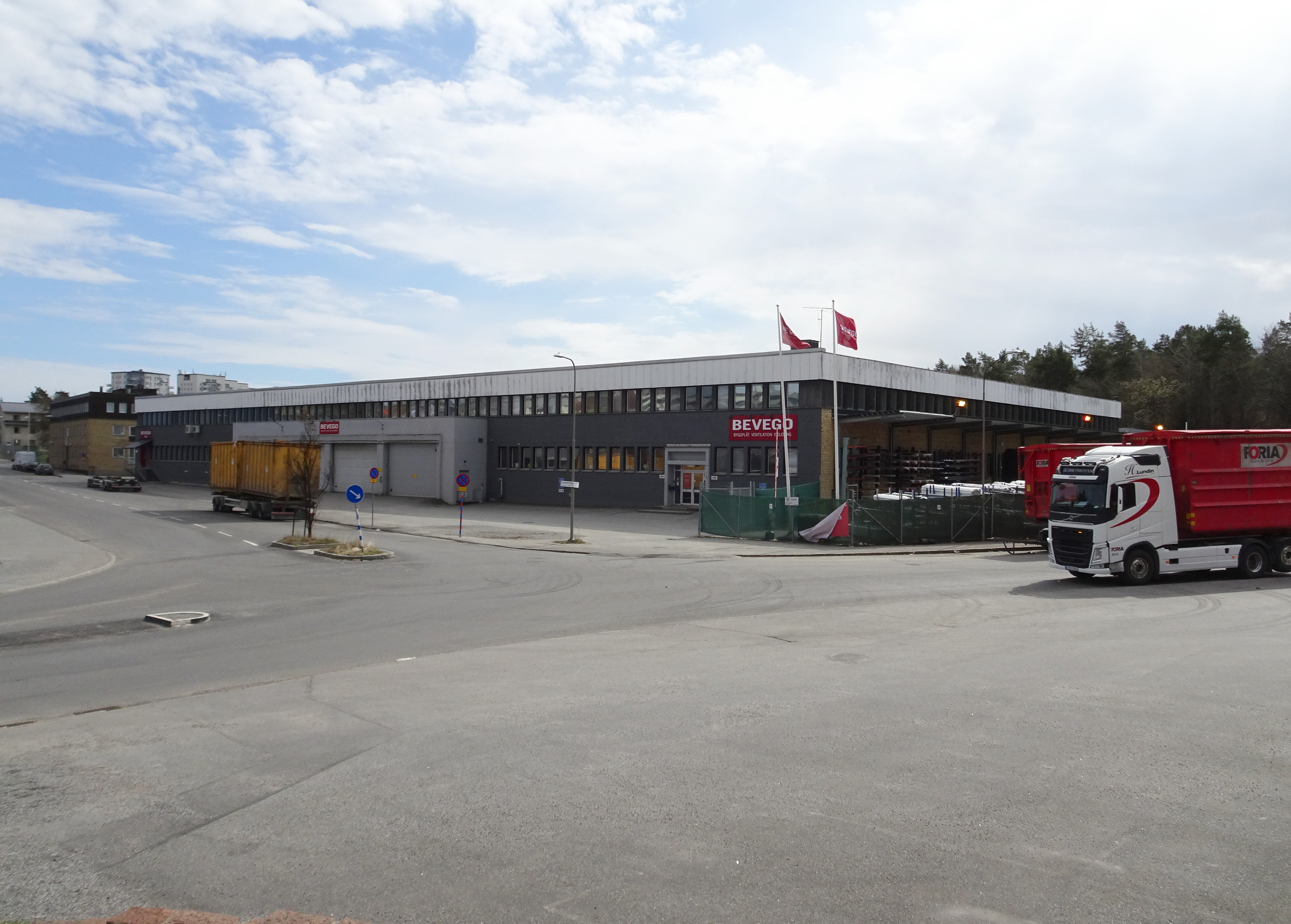
Konsumentvägen 13-17, f.d. Siemens centrallager.
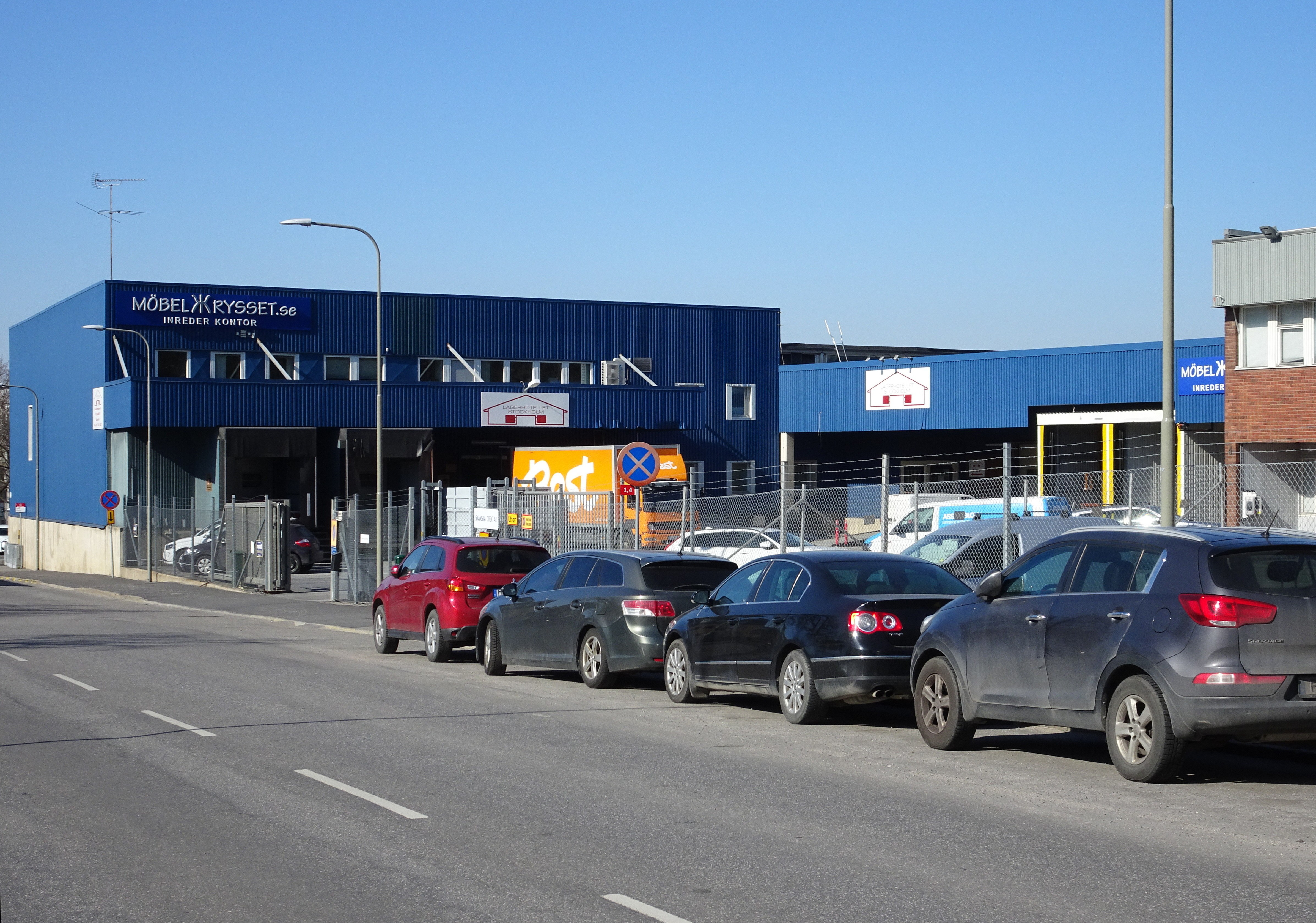
Konsumentvägen 8.
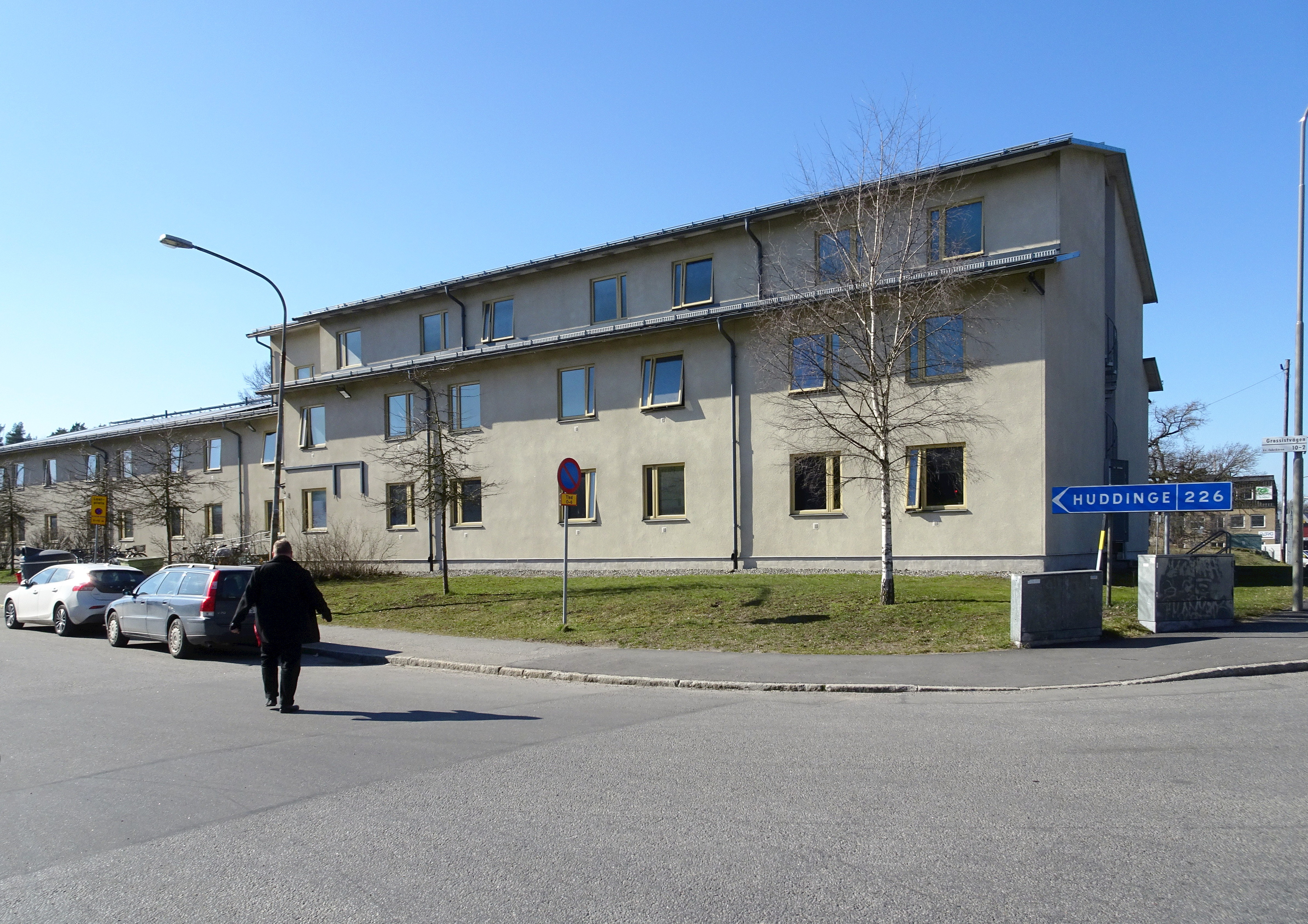
F.d. hotellet, Grossistvägen 4
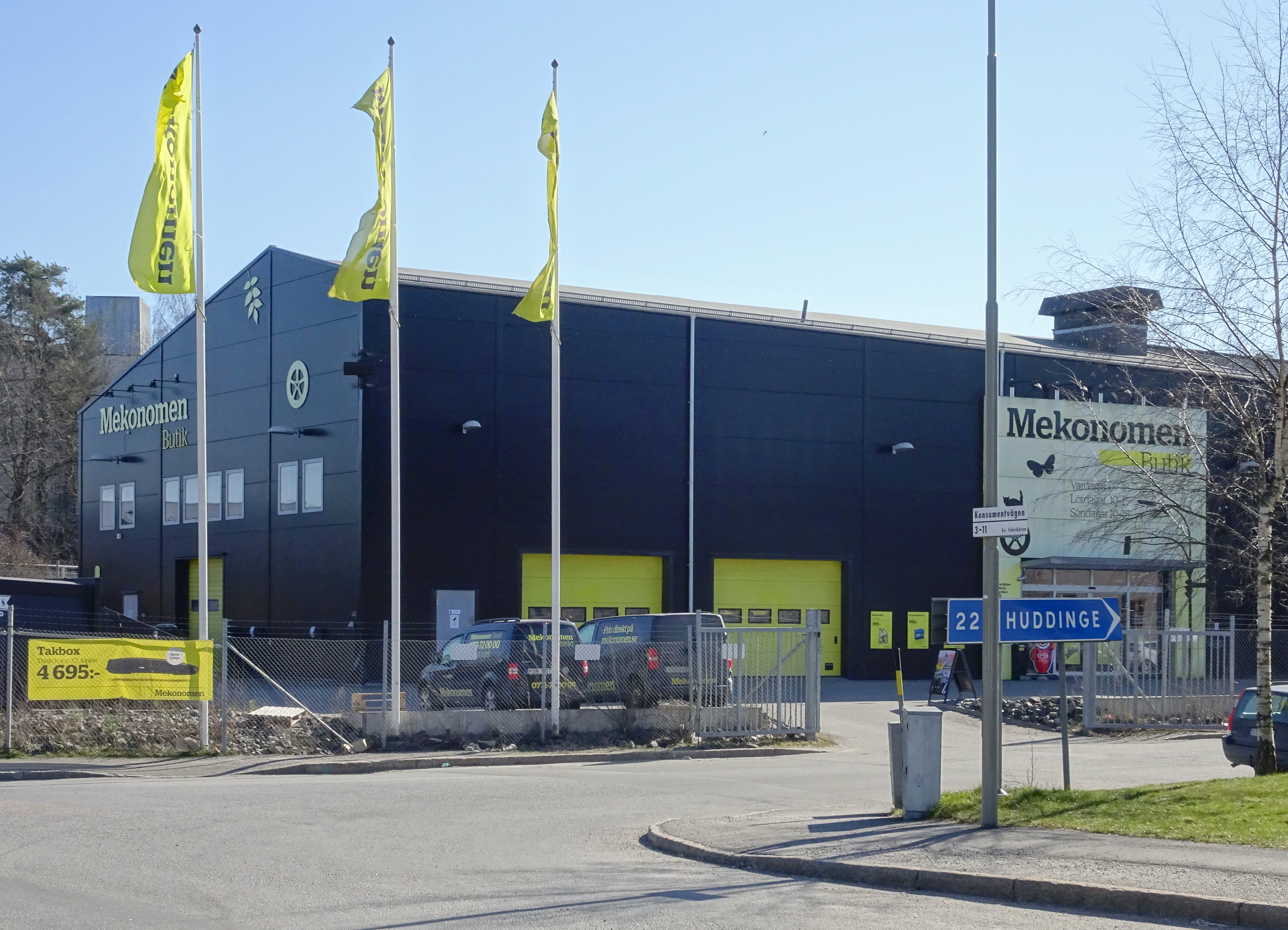
Mekonomen, Grossistvägen 1-5.